# Mellersta Förstadsskolan
Mellersta Förstadsskolan är en grundskolebyggnad på Föreningsgatan 42 i Malmö, invigd år 1900.
Skolan i rött tegel med band av natursten uppfördes i klassisk stil som en av flera skolor i den växande industristadens ytterkanter. Den ritades av stadsarkitekt Salomon Sörensen, som även ritat fler skolbyggnader i staden, och invigdes som folkskola 1900. Vid sidan av huvudbyggnaden med 33 klassrum och en ursprunglig badinrättning i källaren finns en mindre gymnastikbyggnad, som från början även tjänade som lärarbostad. Efterhand övergick folkskolan till modernare formen grundskola för yngre elever.
I samband med miljonprogrammets uppförande av nya stadsdelar stängdes Mellersta Förstadsskolan på 1970-talet och kom sedan att användas för vårdutbildning. Då man i mitten av 1990-talet skulle starta Konsthögskolan i Malmö byggdes skolan om till dess säte under ledning av White arkitekter i Malmö och invigdes 1995. Den tidigare gymnastikbyggnaden användes som skolans annex och verkstad/utställningshall. 
Snart, framför allt efter den stora flyktingkrisen 2015, ökade behovet av skolbyggnader för grundskolan kraftigt. Därför beslöt kommunen att, trots protester från Konsthögskolan, återigen göra om den gamla skolbyggnaden till grundskolebyggnad och 2018 flyttade Konsthögskolan till andra lokaler i staden. Hösten 2019 återinvigdes skolan, nu som högstadieskola.
I och omkring skolan spelade Bo Widerberg 1994 in stora delar av sin sista film, Lust och fägring stor.